# سوفیا کلاینهرن
سوفیا کلاینهرن (انگلیسی: Sophia Kleinherne؛ زادهٔ ۱۲ آوریل ۲۰۰۰) بازیکن فوتبال اهل آلمان است.
از باشگاه‌هایی که در آن بازی کرده‌است می‌توان به باشگاه فوتبال آینتراخت فرانکفورت (زنان) اشاره کرد.
وی همچنین در تیم‌های ملی فوتبال Germany women's national under-15 football team, Germany women's national under-16 football team, Germany women's national under-17 football team, Germany women's national under-19 football team, Germany women's national under-20 football team، و زنان آلمان بازی کرده‌است.